# Медаль «90-летие Азербайджанской полиции (1918—2008)»
Юбилейная медаль «90-летие Азербайджанской полиции (1918—2008)»(азерб. "Azərbaycan Polisinin 90 illiyi (1918–2008)" yubiley medalı) — государственная награда Азербайджанской Республики. Учреждена законом № 639-IIIQ от 12 июня 2008 года.

## История и положения
В 2008 году юбилейная медаль «90-летие Азербайджанской полиции (1918—2008)» была одобрена Законом Республики Азербайджан № 639-IIIQ от 12 июня 2008 года.
Медаль «90-летие Азербайджанской полиции (1918—2008)» присуждается сотрудникам органов внутренних дел Азербайджанской Республики, которые выполнили свои обязанности в образцовом порядке, достигли высоких результатов в службе, участвовали активно в борьбе с преступностью и обеспечении общественной безопасности, а также имеют особые заслуги в развитии полицейских органов.

## Описание
Медаль «90-летие Азербайджанской полиции (1918—2008)» имеет диаметр 35 мм и состоит из бронзовой пластины золотистого цвета с двумя кругами внутри. В первом круге по верхнему краю написано "AZƏRBAYCAN POLİSİNİN", а по нижнему - "90 İLLİYİ". Во втором круге изображена эмблема органов внутренних дел, вокруг которой расположен венок из лавровых листьев, в верхней части венка находится звезда и венок, начиная от центра медаль оформлена лучами.
Задняя сторона медали ровная. На ней выгравированы слова "AZƏRBAYCAN POLİSİ", "90 İL", "1918–2008". Слово "90 İL" окружено солнечными лучами в нижней части.
К медали прикрепляется элемент для крепления к одежде, выполненный из прямоугольной металлической пластины размером 27 мм x 43 мм с помощью кольца и застежки. Пластина состоит из двух частей. В верхней части пластины выполнен национальный орнамент, разделенный на равные части синим, красным и зеленым цветами государственного флага Азербайджана. С обеих сторон от шахматного орнамента изображены белые лучи, каждый шириной 1 мм. В нижней части пластины выполнен узор с национальным орнаментом, в центре которого изображены звезда и венок из лавровых листьев.
К медали прикрепляется элемент для крепления к одежде, изготовленный из металла и покрытый тем же орнаментом, размером 27 мм x 9 мм.

## Способ ношения
Медаль «90-летие Азербайджанской полиции (1918-2008)» Республики Азербайджан размещается на левой стороне груди и по порядку следования располагается после других орденов и медалей Азербайджанской Республики, после медали «Ветеран полиции».
Награждение медалью осуществляется со стороны Министерства внутренних дел Азербайджана.